# 강은영
강은영은 대한민국의 성우이다. 1986년 KBS 20기로 입사했으며 한국방송 성우극회 소속이다.

## 주요 출연작품

### 영화
- 백 투 더 퓨처 (KBS)
- 엘 시드 (KBS)
- 세 가지 색 레드 (KBS)
- 성룡의 미라클 (KBS)

### 외화
- 판관 포청천 (KBS) - 소희